# Queso de Burgos
Queso de Burgos ist ein Frischkäse aus Schafmilch, der in der spanischen Provinz Burgos hergestellt wird.

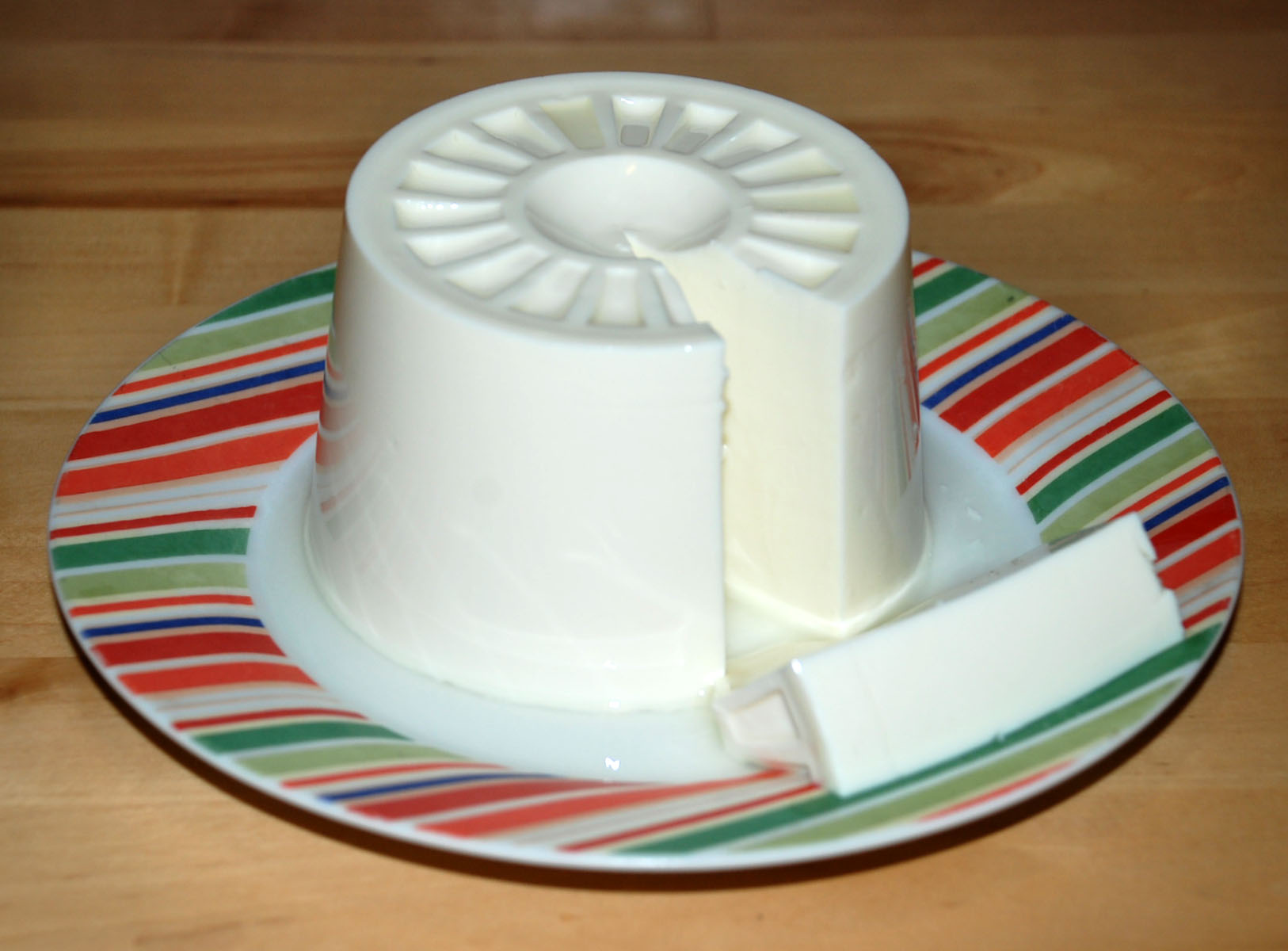
Angeschnittener Queso de Burgos

Der Käse ist weiß, weich, nicht cremig und hat einen sehr milden Geschmack. Wegen seines hohen Wassergehaltes von 64 – 68 % ist der Käse nur begrenzt haltbar. Ein Laib wiegt 1 – 2 kg, ist zylinderförmig und hat keine Rinde, der Frischkäse ist jedoch auch im Handel in einigen 100 g abgepackten Mengen erhältlich.
Queso de Burgos wird in Spanien unter anderem als Nachtisch zusammen mit einer Art Quittengelee (span. membrillo) gegessen.